# Resolució 2057 del Consell de Seguretat de les Nacions Unides
La Resolució 2057 del Consell de Seguretat de les Nacions Unides fou adoptada per unanimitat el 5 de juliol de 2012. lamentant la continuació del conflicte entre Sudan i Sudan del Sud, el Consell va ampliar el mandat de la Missió de les Nacions Unides al Sudan del Sud (UNMISS) per un any, fins al 15 de juliol de 2013. Les prioritats de la missió eren protegir la població civil i augmentar la seguretat. Alhora, es va demanar al govern sud-sudanès que assumís més responsabilitat en la protecció de la seva població.
Sudan del Sud, que s'havia escindit de Sudan un any abans, va decidir el gener de 2012 cessar tota la producció de petroli, que representa el 98% dels ingressos del país, perquè Sudan cobrava massa aranzels d'exportació al llarg dels seus gasoductes. La davallada d'ingressos del govern podria tenir conseqüències per als esforços de pau, tot i que el país ha pres mesures per a equilibrar els ingressos i les despeses. Els incidents fronterers entre els dos països també continuaven provocant tensions i inestabilitat. A més, les incursions de l'Exèrcit de Resistència del Senyor de la veïna Uganda s'havien convertit en un problema creixent.
El Consell va exigir a totes les parts a cooperar amb la UNMISS i que es posés fi a la violència, les violacions dels drets humans i els atacs a la població. Es va acollir amb beneplàcit el pla del Moviment d'Alliberament del Poble Sudanès d'eliminar la contractació de nens soldat.
D'altra banda, degut a l'escassetat crítica d'helicòpters militars per part de la UNMISS, es va demanar als Estats membres que n'aportessin més unitats.